# Propanolate
Propanolate (auch Propoxide, veraltet Propylate) sind Salze der Propanole und gehören zur Stoffgruppe der Alkoholate. Die Propanolat-Ionen entsteht durch Deprotonierung der OH-Gruppe. Propanolate können sowohl aus 1-Propanol, sowie aus 2-Propanol (Isopropanol) gebildet werden.
Mit Wasser reagieren Propanolate heftig, wobei sich eine alkalische Lösung und der entsprechende Alkohol bildet:
{\displaystyle \mathrm {CH_{3}CH_{2}CH_{2}ONa+H_{2}O\longrightarrow CH_{3}CH_{2}CH_{2}OH+NaOH(aq)} }

## Herstellung
Natriumpropanolat kann zum Beispiel aus 1-Propanol und Natrium synthetisiert werden:
{\displaystyle \mathrm {2\ CH_{3}CH_{2}CH_{2}OH+2\ Na\longrightarrow 2\ (CH_{3}CH_{2}CH_{2}O^{-})Na^{+}+H_{2}} }
Bei der Herstellung ist es wichtig, dass wasserfreies Propanol verwendet wird und sowohl die Ausgangsstoffe gekühlt sind als auch während der Reaktion gekühlt werden, da die Reaktion exotherm ist. Gute Belüftung oder besser ein Abzug ist Pflicht, da Wasserstoff entsteht.

## Besondere Eigenschaften und Nutzen
Wie alle Alkoholate sind Propanolate starke Basen.